# Gasòmetre (aparell)
|  | Per a altres significats, vegeu «Gasòmetre». |

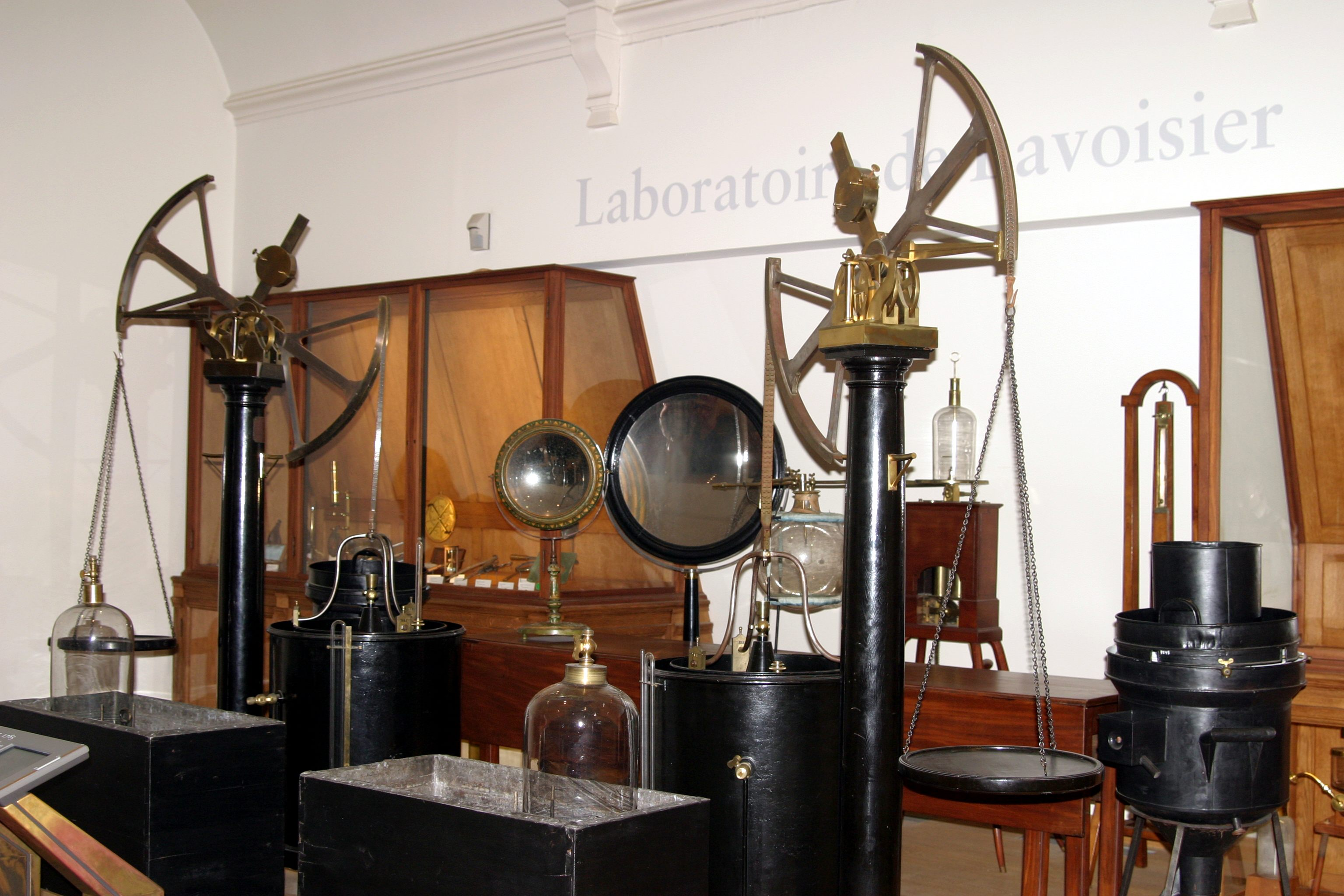
Reproducció al Musée des Arts et Métiers de París del laboratori de Lavoisier. En primer terme destaquen dos gasòmetres (els intruments més alts)

Un gasòmetre és un aparell dissenyat per a mesurar volums de gasos. L'enginyer militar Jean Baptiste Meusnier i el constructor d'instruments Pierre Mégnié dissenyaren el primer gasòmetre per a Antoine Laurent Lavoisier el 1784, que l'emprà per a mesurar els volums del gasos produïts en reaccions químiques.